# Elachiptera indistincta
Elachiptera indistincta är en tvåvingeart som först beskrevs av Becker 1911.  Elachiptera indistincta ingår i släktet Elachiptera och familjen fritflugor. Inga underarter finns listade i Catalogue of Life.